# Mesembryanthemum crystallinum
Mesembryanthemum crystallinum là một loài cây bò mọng nước bản địa châu Phi, Sinai, Nam Âu, tự nhiên hóa ở Bắc Mỹ, Nam Mỹ và Úc. Loài cây có tế bào đựng nước lớn, trơn bóng.

## Description

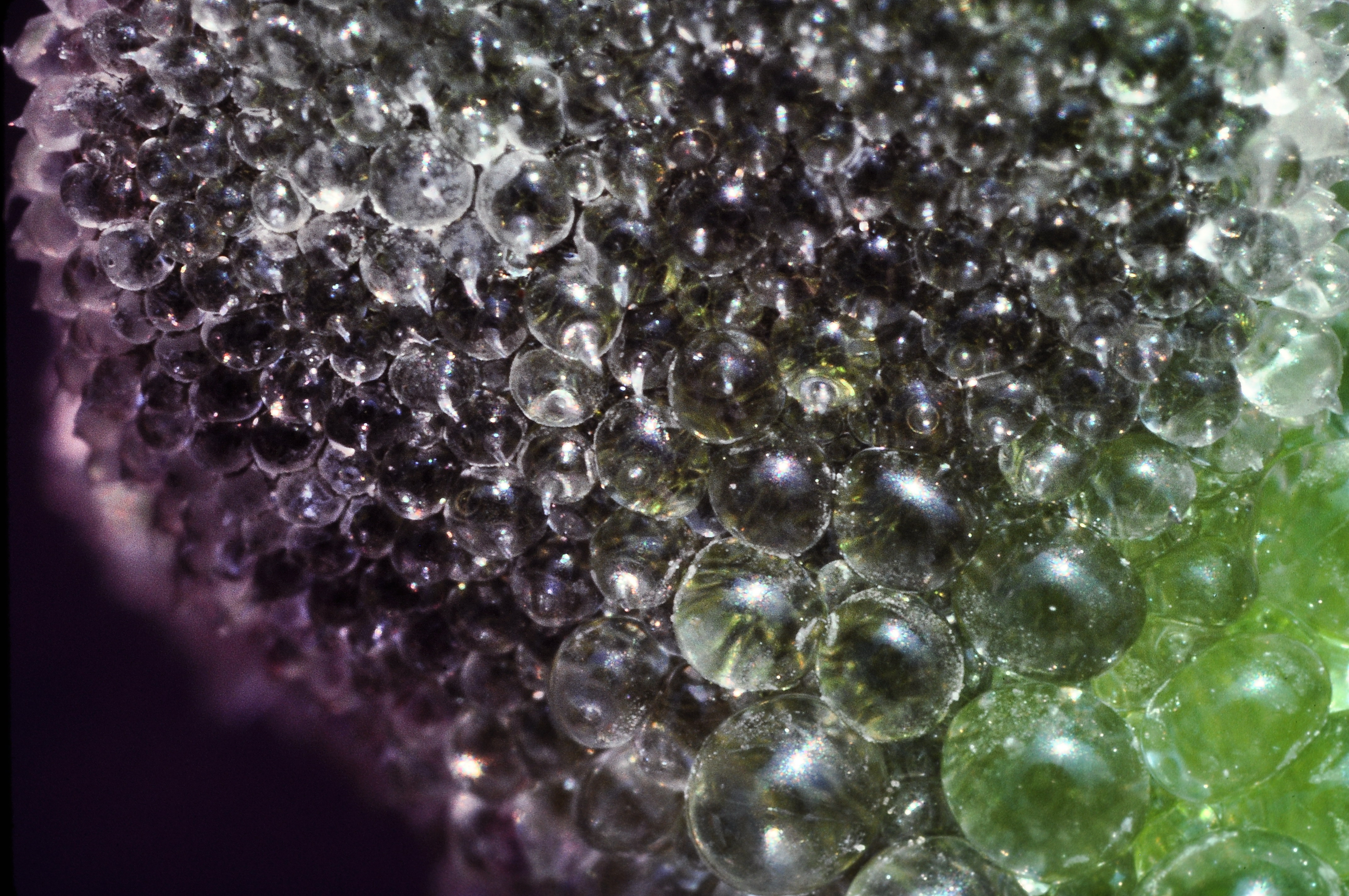
Tế bào túi nước chụp gần

Mesembryanthemum crystallinum phủ những "túi nước" - tế bào biểu bì phình to. Mục đích chính của chúng là dự trữ nước.
Cây trổ hoa vào xuân-đầu hè. Hoa nở lúc sáng, khép lại khi trời tối. Việc thụ phấn nhờ vào côn trùng.
Chúng có thể là cây một năm, hai năm hay lâu năm, tùy vào điều kiện sống, nhưng vòng đời thường chỉ dài vài tháng.

## Môi trường sống
Mesembryanthemum crystallinum sống được trong nhiều thứ đất, từ đất cát (chẳng hạn đụn cát), đất mùn tới đất sét. Nó chịu được đất mặn và đất nghèo dưỡng chất. Như nhiều loài du nhập, nó mọc ở cả nơi xáo động như vệ đường, bãi rác hay vườn nhà.

## Công dụng

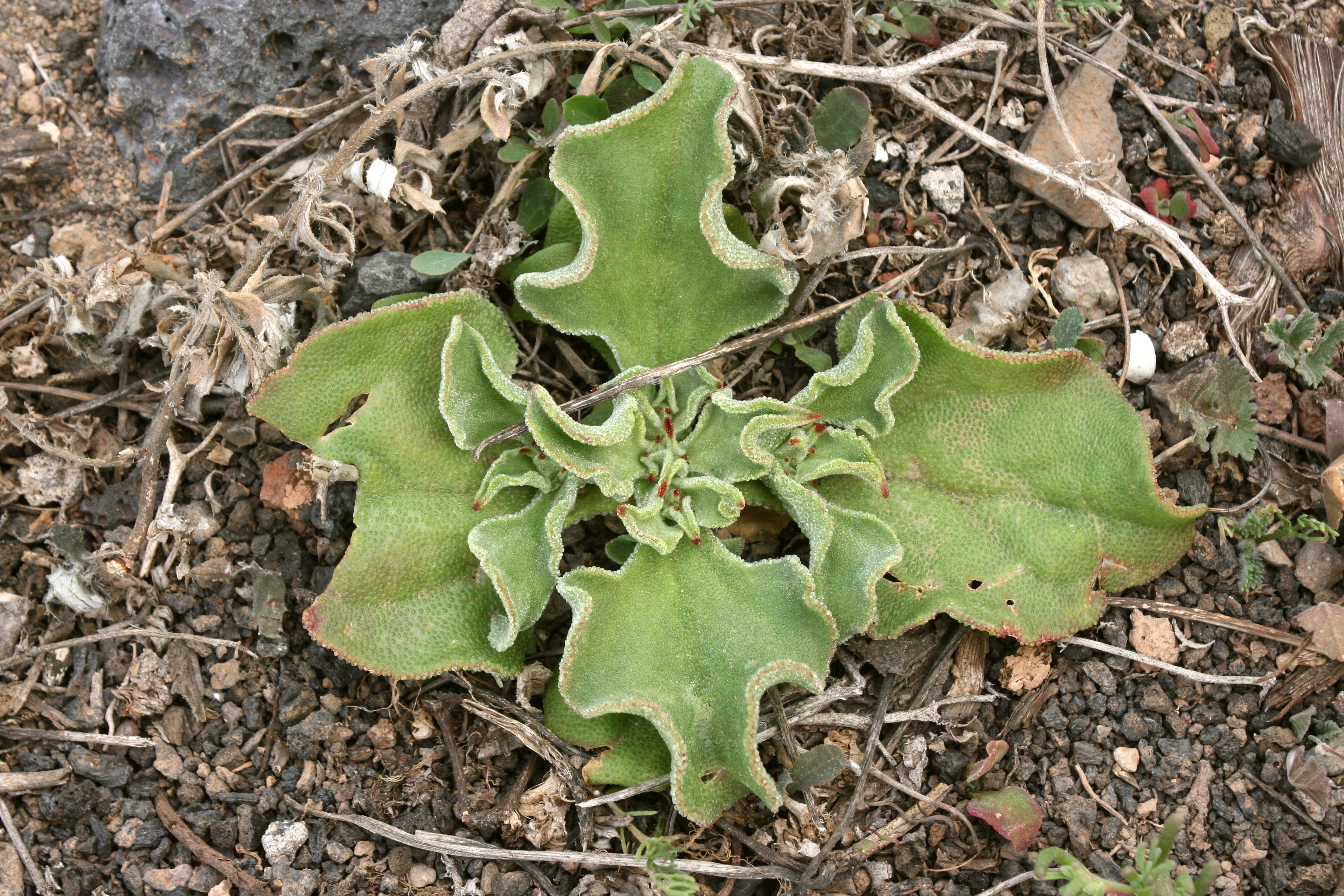
Một cây non ở Lanzarote

Lá cây và hạt ăn được. Lá đập nát có thể làm xà bông thay thế và có một số công dụng y dược. Nó hầu như chẳng bao giờ là thức ăn cho gia súc.
Nó còn được trồng làm cây cảnh.

## Hình ảnh

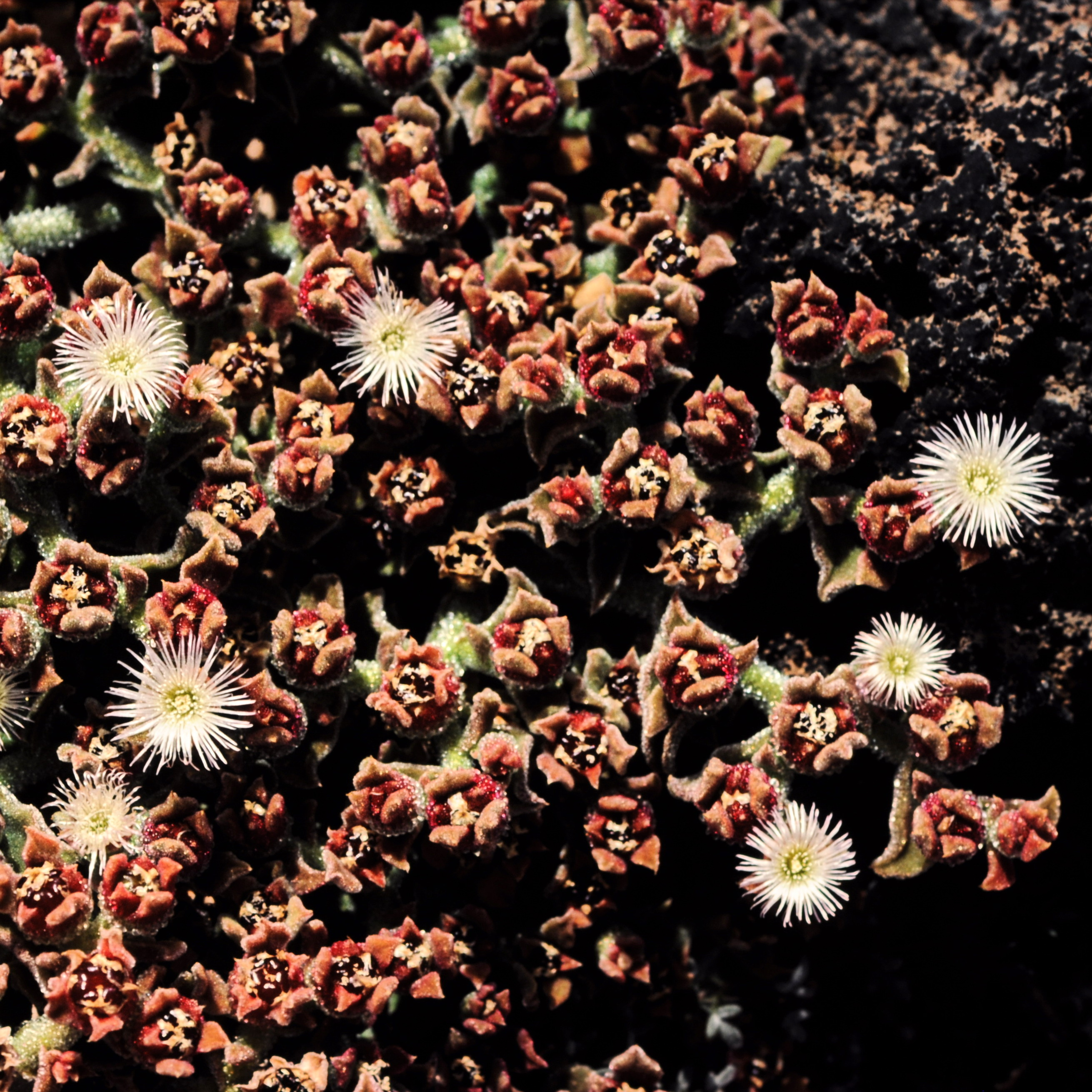
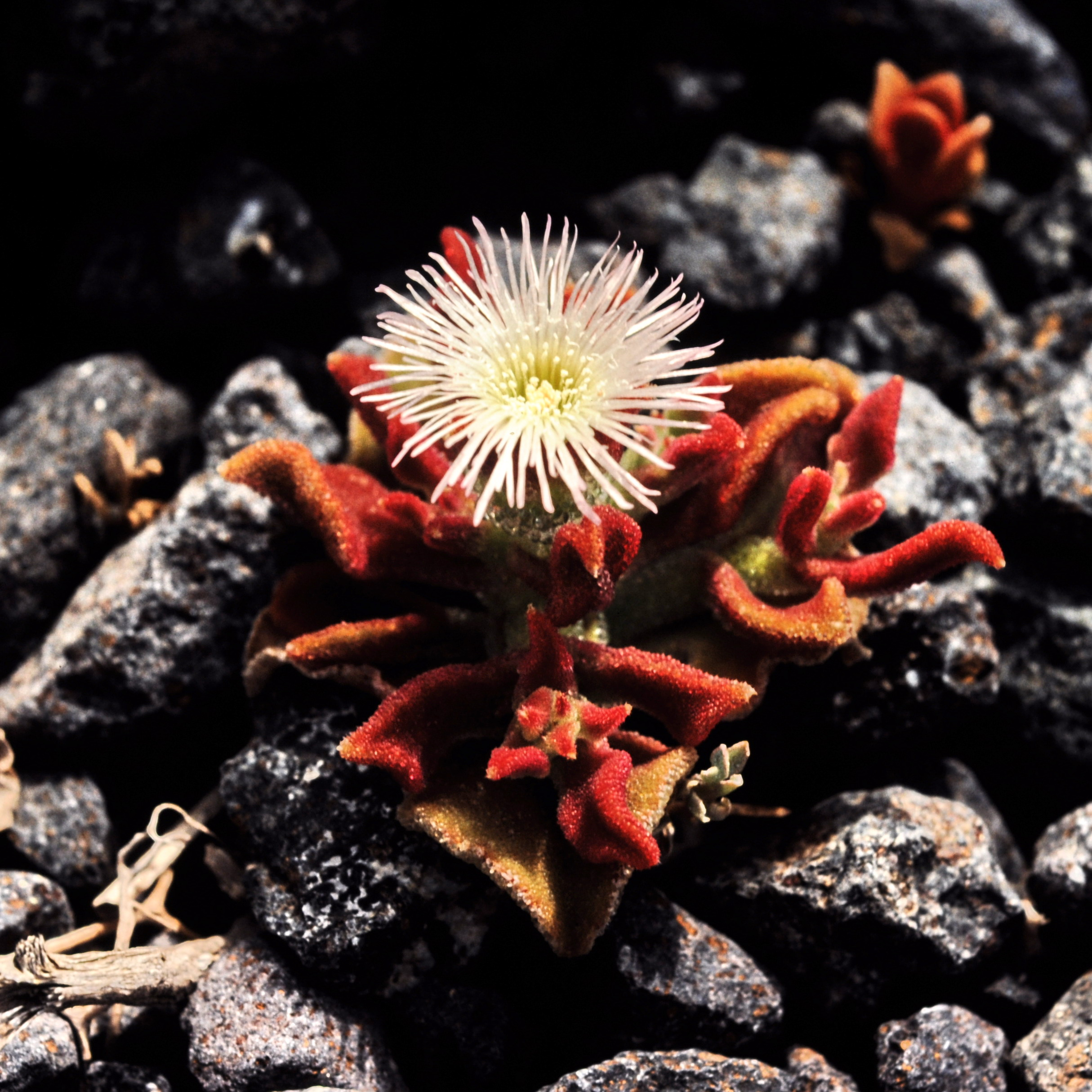
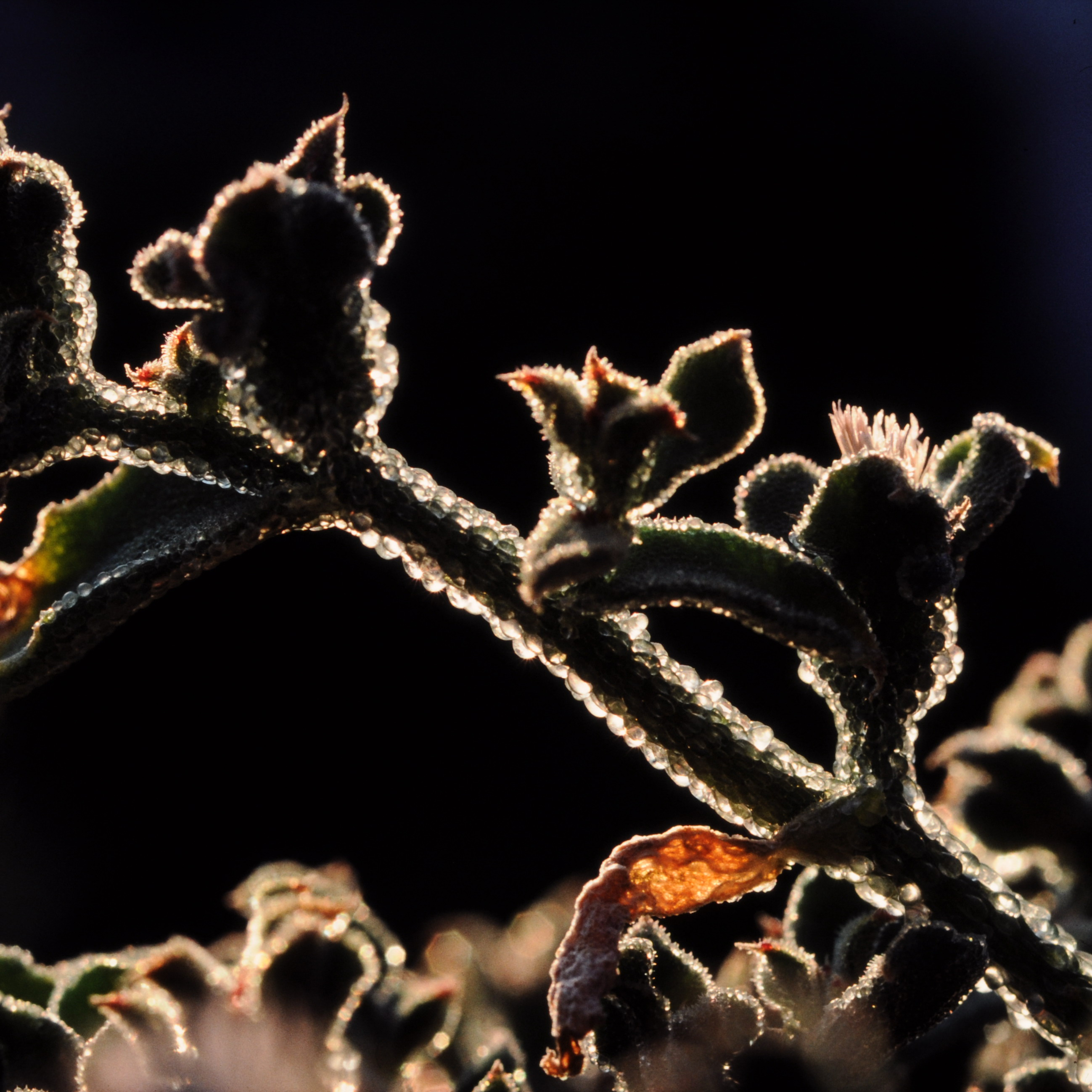
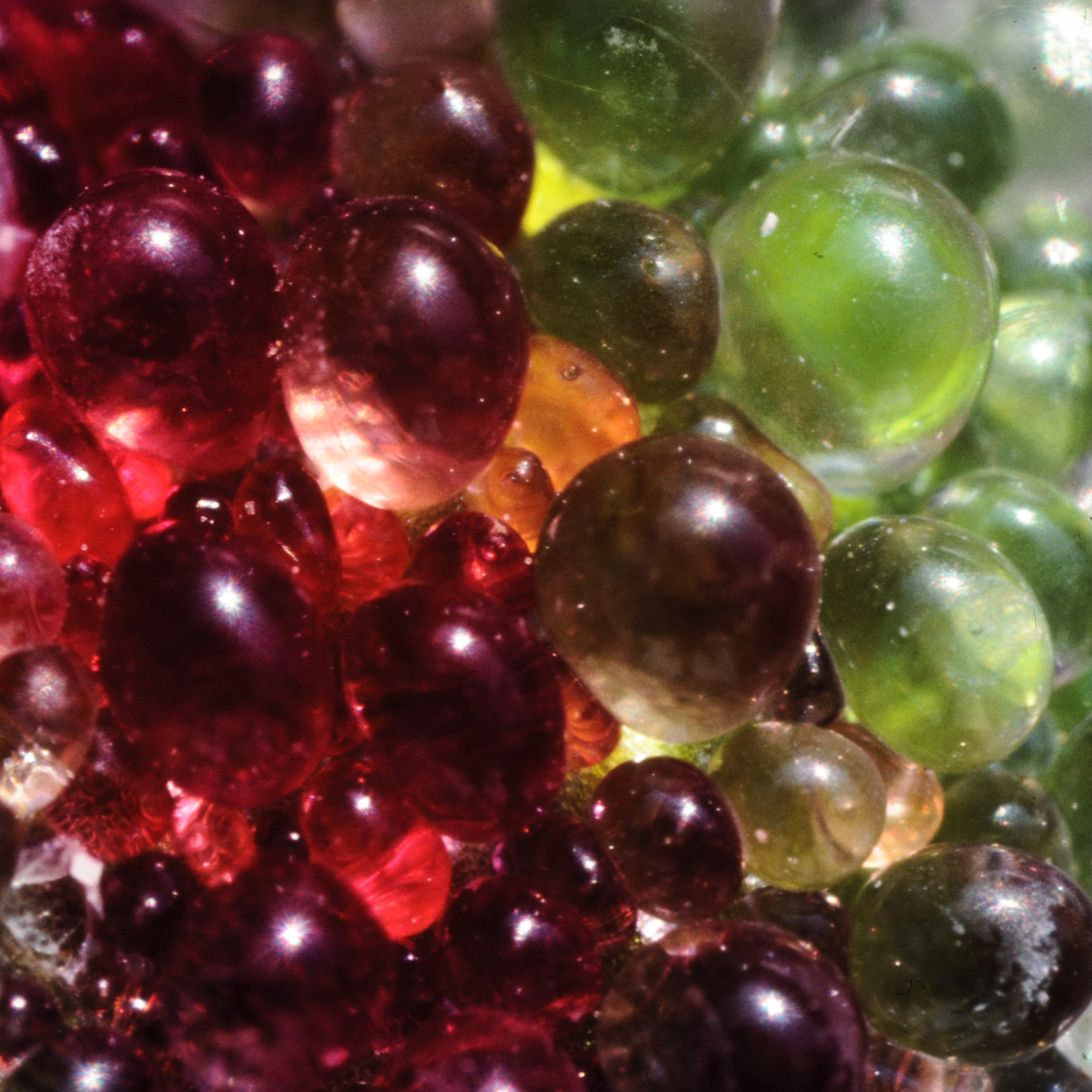